# Tom Welling
Thomas John Patrick Welling (Putnam Valley, New York City, 26. travnja 1977.), američki filmski glumac.

## Televizijske uloge
- " Smallville " (Smallville) kao Clark Kent (2001. - danas)
- " Undeclared " kao Tom (2001.)
- " Special Unit 2 " (Specijalna jedinica br. 2) kao žrtva (2001.)
- " Judging Amy " (Sutkinja Amy) kao Rob Meltzer (2001.)

## Filmske uloge
- Cheaper by the Dozen 2 kao Charlie Baker (2005.)
- The Fog kao Nick Castle (2005.)
- Cheaper by the Dozen kao Charlie Baker (2003.)